# Gageac-et-Rouillac
Gageac-et-Rouillac (okzitanisch: Gajac e Rolhàs) ist eine französische Gemeinde im Département Dordogne in der Region Nouvelle-Aquitaine mit 441 Einwohnern (Stand: 1. Januar 2022). Sie liegt im Kanton Sud-Bergeracois und im Arrondissement Bergerac.

## Geografie
Gageac-et-Rouillac liegt etwa zwölf Kilometer westsüdwestlich von Bergerac im Weinbaugebiet Saussignac. Der Fluss Gardonnette durchquert das Gemeindegebiet. Umgeben wird Gageac-et-Rouillac von den Nachbargemeinden Gardonne im Nordwesten und Norden, Lamonzie-Saint-Martin im Norden und Nordosten, Pomport im Osten, Cunèges im Südosten und Süden, Monestier im Süden und Südwesten sowie Saussignac im Westen.

## Bevölkerungsentwicklung
| Jahr                       | 1962 | 1968 | 1975 | 1982 | 1990 | 1999 | 2006 | 2019 |
| Einwohner                  | 459  | 451  | 356  | 395  | 440  | 435  | 451  | 477  |
| Quellen: Cassini und INSEE |      |      |      |      |      |      |      |      |

## Sehenswürdigkeiten
- Schloss Gageac, ursprünglich aus dem 12. Jahrhundert, Umbau im 16. Jahrhundert, Monument historique seit 1948
- früheres Kartäuserkloster in Rouillac

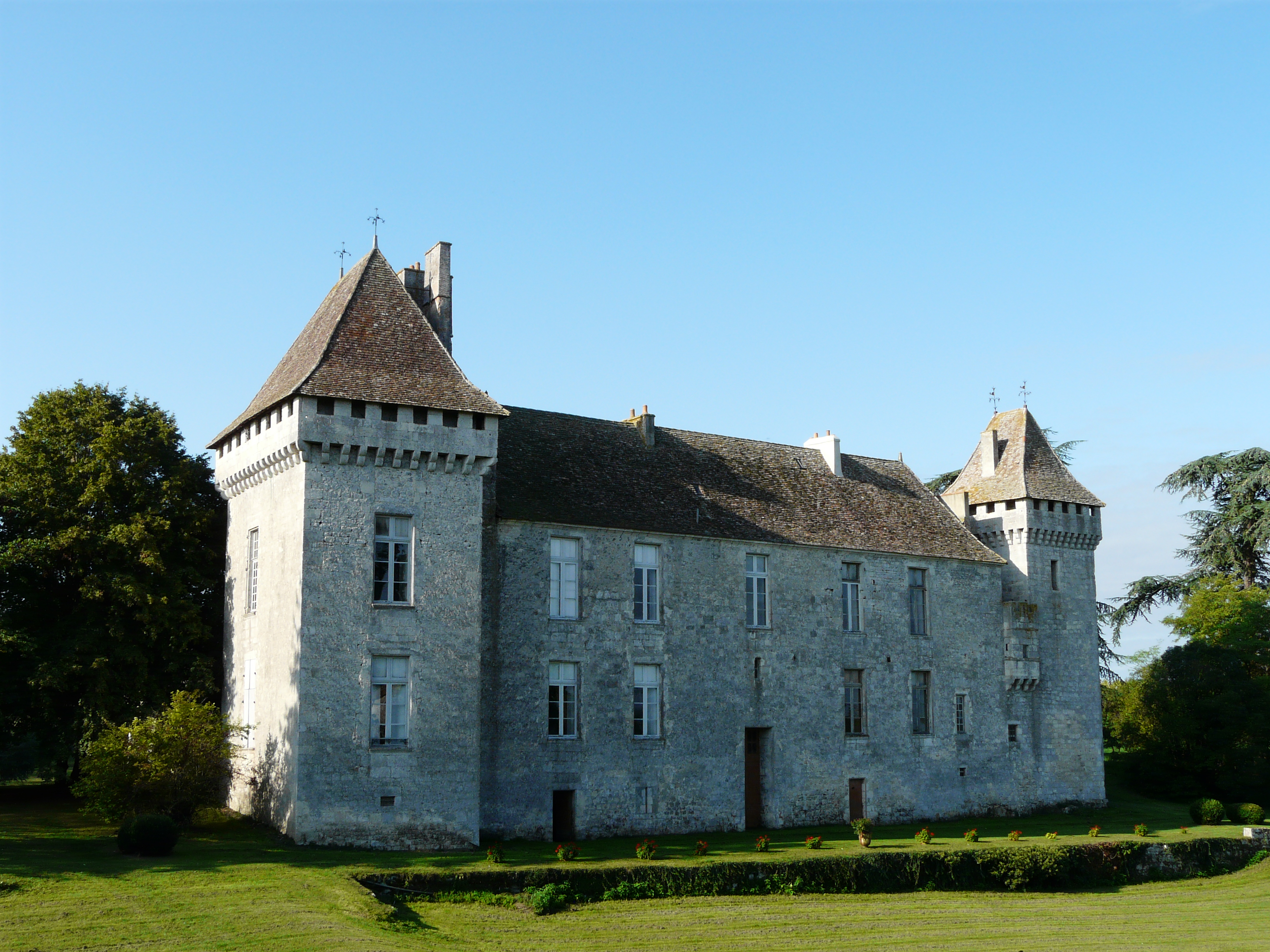
Schloss Gageac